# Seloncourt
Ne doit pas être confondu avec Selincourt.
Seloncourt (en franc-comtois : Seloncoué) est une commune française située dans le département du Doubs, la région culturelle et historique de Franche-Comté et la région administrative Bourgogne-Franche-Comté.
Ses habitants sont appelés les Seloncourtois et Seloncourtoises, ou encore les Cossis. Cette seconde appellation vient du mot « cosse », qui signifie citrouille.

## Géographie

### Localisation
Seloncourt est une ville de l'Est de la France, située à environ 10 kilomètres de la frontière suisse. Elle compte actuellement  6 000 habitants environ.

### Communes limitrophes
Les communes limitrophes sont  Audincourt, Bondeval, Dasle, Hérimoncourt, Thulay, Valentigney et Vandoncourt.

### Climat
Pour des articles plus généraux, voir Climat de la Bourgogne-Franche-Comté et Climat du Doubs.
En 2010, le climat de la commune est de type climat de montagne, selon une étude du Centre national de la recherche scientifique s'appuyant sur une série de données couvrant la période 1971-2000. En 2020, Météo-France publie une typologie des climats de la France métropolitaine dans laquelle la commune est dans une zone de transition entre le climat semi-continental et le climat de montagne et est dans la région climatique  Jura, caractérisée par une forte pluviométrie en toutes saisons (1 000 à 1 500 mm/an), des hivers rigoureux et un ensoleillement médiocre. 
Pour la période 1971-2000, la température annuelle moyenne est de 9,9 °C, avec une amplitude thermique annuelle de 17,4 °C. Le cumul annuel moyen de précipitations est de 1 261 mm, avec 12,9 jours de précipitations en janvier et 10,5 jours en juillet. Pour la période 1991-2020, la température moyenne annuelle observée sur la station météorologique de Météo-France la plus proche, « Saint-Dizier-L'eveque_sapc », sur la commune de Saint-Dizier-l'Évêque à 8 km à vol d'oiseau, est de 10,1 °C et le cumul annuel moyen de précipitations est de 1 099,4 mm. 
La température maximale relevée sur cette station est de 37 °C, atteinte le 13 août 2003 ; la température minimale est de −17,4 °C, atteinte le 20 décembre 2009,,. 
| Mois                                  | jan.             | fév.           | mars           | avril         | mai           | juin          | jui.          | août         | sep.          | oct.          | nov.             | déc.           | année      |
| ------------------------------------- | ---------------- | -------------- | -------------- | ------------- | ------------- | ------------- | ------------- | ------------ | ------------- | ------------- | ---------------- | -------------- | ---------- |
| Température minimale moyenne (°C)     | −1               | −0,5           | 2,2            | 5,3           | 9,2           | 12,7          | 14,6          | 14,6         | 10,9          | 7,3           | 2,8              | −0,1           | 6,5        |
| Température moyenne (°C)              | 1,4              | 2,4            | 5,9            | 9,6           | 13,5          | 17,2          | 19,1          | 19           | 14,8          | 10,5          | 5,4              | 2,4            | 10,1       |
| Température maximale moyenne (°C)     | 3,9              | 5,4            | 9,6            | 13,9          | 17,9          | 21,7          | 23,7          | 23,5         | 18,8          | 13,7          | 8                | 4,8            | 13,7       |
| Record de froid (°C) date du record   | −13,3 04.01.1993 | −16,5 07.02.12 | −13,8 01.03.05 | −5,1 08.04.03 | −0,2 05.05.19 | 1,8 02.06.06  | 7 13.07.1993  | 6 31.08.1995 | 3,2 29.09.02  | −6,3 25.10.03 | −10,5 23.11.1998 | −17,4 20.12.09 | −17,4 2009 |
| Record de chaleur (°C) date du record | 16,9 01.01.23    | 19,2 24.02.21  | 23,9 31.03.21  | 26,3 21.04.18 | 30 28.05.17   | 33,5 19.06.22 | 36,2 24.07.19 | 37 13.08.03  | 30,6 12.09.23 | 28,1 13.10.23 | 22,1 07.11.15    | 17,7 31.12.22  | 37 2003    |
| Précipitations (mm)                   | 75,9             | 71,7           | 77             | 81,3          | 111,6         | 100           | 92,7          | 99,1         | 89,1          | 102,1         | 97,6             | 101,3          | 1 099,4    |

| Diagramme climatique                                  |             |          |             |              |             |              |              |              |              |          |              |
| J                                                     | F           | M        | A           | M            | J           | J            | A            | S            | O            | N        | D            |
| 3,9−175,9                                             | 5,4−0,571,7 | 9,62,277 | 13,95,381,3 | 17,99,2111,6 | 21,712,7100 | 23,714,692,7 | 23,514,699,1 | 18,810,989,1 | 13,77,3102,1 | 82,897,6 | 4,8−0,1101,3 |
| Moyennes : • Temp. maxi et mini °C • Précipitation mm |             |          |             |              |             |              |              |              |              |          |              |

Les paramètres climatiques de la commune ont été estimés pour le milieu du siècle (2041-2070) selon différents scénarios d'émission de gaz à effet de serre à partir des nouvelles projections climatiques de référence DRIAS-2020. Ils sont consultables sur un site dédié publié par Météo-France en novembre 2022.

## Urbanisme

### Typologie
Au 1er janvier 2024, Seloncourt est catégorisée ceinture urbaine, selon la nouvelle grille communale de densité à 7 niveaux définie par l'Insee en 2022.
Elle appartient à l'unité urbaine de Montbéliard, une agglomération inter-départementale dont elle est une commune de la banlieue,. Par ailleurs la commune fait partie de l'aire d'attraction de Montbéliard, dont elle est une commune de la couronne,. Cette aire, qui regroupe 137 communes, est catégorisée dans les aires de 50 000 à moins de 200 000 habitants,.

### Occupation des sols
L'occupation des sols de la commune, telle qu'elle ressort de la base de données européenne d’occupation biophysique des sols Corine Land Cover (CLC), est marquée par l'importance des territoires artificialisés (34,9 % en 2018), une proportion identique à celle de 1990 (34,9 %). La répartition détaillée en 2018 est la suivante : 
forêts (34,8 %), zones urbanisées (33,2 %), prairies (15,9 %), terres arables (7,2 %), zones agricoles hétérogènes (7,1 %), zones industrielles ou commerciales et réseaux de communication (1,7 %). L'évolution de l’occupation des sols de la commune et de ses infrastructures peut être observée sur les différentes représentations cartographiques du territoire : la carte de Cassini (XVIIIe siècle), la carte d'état-major (1820-1866) et les cartes ou photos aériennes de l'IGN pour la période actuelle (1950 à aujourd'hui).

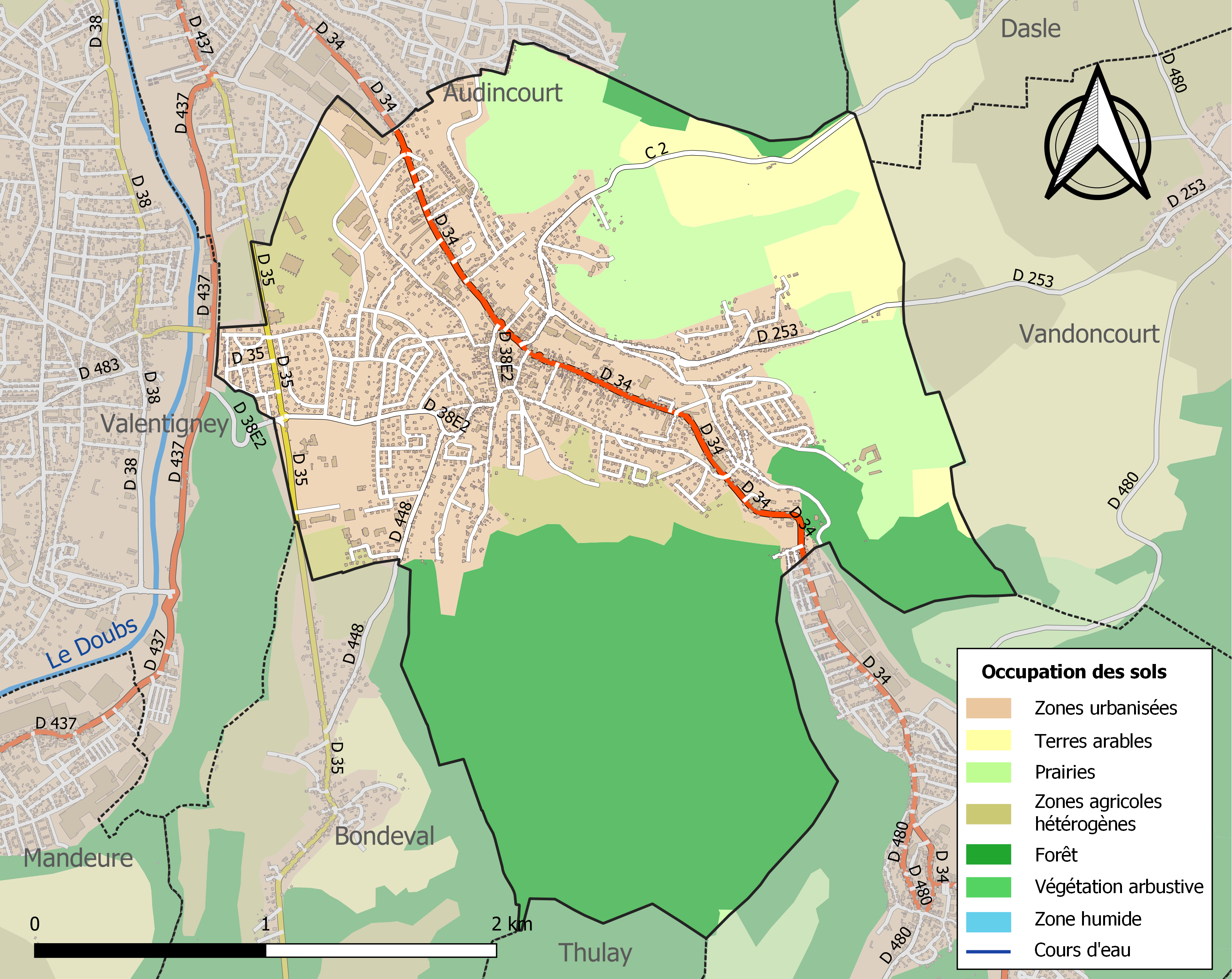
Carte des infrastructures et de l'occupation des sols de la commune en 2018 (CLC).

## Toponymie
Cellucort en 1165 ; Cerluncurt en 1181 ; Celluncort en 1189 ; Celancort en 1310 ; Celoncourt en 1390 ; Seloncourt depuis 1547.

## Histoire
Le XIXe siècle fut marqué par un boom industriel. À Seloncourt, c'est principalement l'horlogerie qui se développe, et qui se spécialise dans la confection de pièces détachées de montres, réveils et pendules.
Les grands patrons de l'époque construisent de superbes demeures dont certaines sont toujours visibles aujourd'hui.
La commune de Seloncourt abrite depuis quelques années le centre de formation du Football-Club de Sochaux-Montbéliard ainsi qu'une manufacture de l'entreprise Hermès (maroquinerie de luxe).

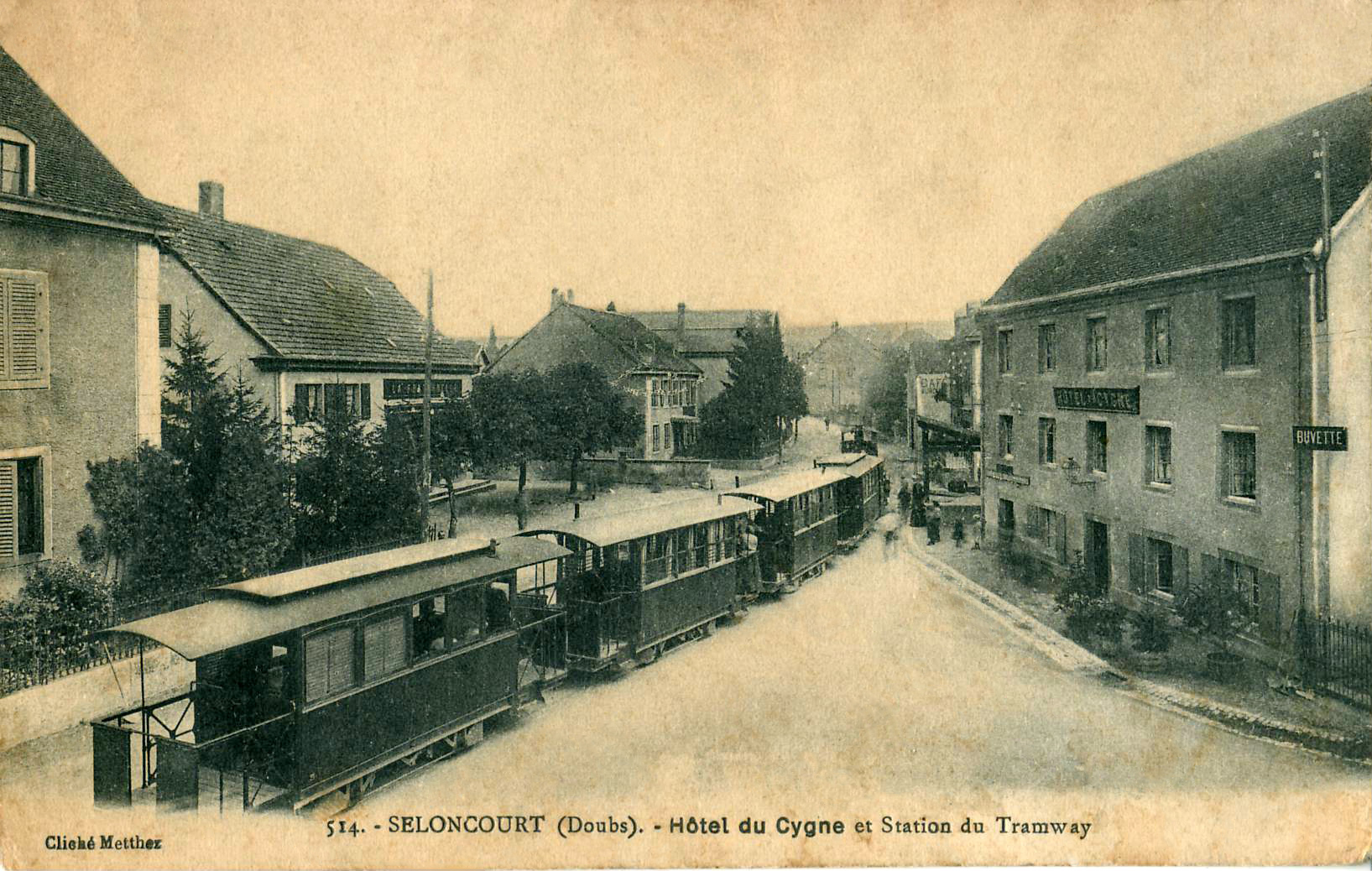
Une longue rame du Tramway de la Vallée d'Hérimoncourt à sa station de Seloncourt, avant la Première Guerre mondiale.
Le bourg fut desservi par ce chemin de fer secondaire à voie métrique de 1887 à 1932.

## Politique et administration

### Rattachements administratifs et électoraux
La commune fait partie de l'arrondissement de Montbéliard du département du Doubs, en région Bourgogne-Franche-Comté. Pour l'élection des députés, elle dépend de la quatrième circonscription du Doubs.
Elle faisait partie du canton de Hérimoncourt, qui portait au XIXe siècle le nom de canton de Blamont.  Dans le cadre du redécoupage cantonal de 2014 en France, elle fait désormais partie du canton de Hérimoncourt.

### Intercommunalité
La commune fait partie de la communauté d'agglomération Pays de Montbéliard Agglomération, créée en 1999 à la suite du district urbain du pays de Montbéliard.

### Liste des maires
| Période                                  | Période                   | Identité                                         | Étiquette | Qualité                                                  |
| ---------------------------------------- | ------------------------- | ------------------------------------------------ | --------- | -------------------------------------------------------- |
| Les données manquantes sont à compléter. |                           |                                                  |           |                                                          |
| 1925                                     | 1929                      | Roger Vermot-Desroches                           | PCF       | Employé de bureau                                        |
| 1931                                     | 1935                      | Roger Vermot-Desroches                           | PCF       | idem                                                     |
| 1935                                     | 1945                      | Jean-Pierre Peugeot                              |           | Directeur de l'usine Peugeot                             |
| 1971                                     | 1987                      | Charles Mognetti                                 |           |                                                          |
| 1987                                     | 1993                      | Cyprien Foresti                                  | DVD       |                                                          |
| novembre 1993                            | juin 2015,                | Irène Tharin                                     | UMP       | Députée du Doubs (4e circ.) (2002 → 2007) Démissionnaire |
| juin 2015                                | En cours (au 31 mai 2020) | Daniel Buchwalder Réélu pour le mandat 2020-2026 | DVD       | Chef d'entreprise                                        |

## Jumelages
- Villongo (Italie)

## Économie
- Manufacture de maroquinerie Hermès[23]

## Population et société

### Démographie
L'évolution du nombre d'habitants est connue à travers les recensements de la population effectués dans la commune depuis 1793. Pour les communes de moins de 10 000 habitants, une enquête de recensement portant sur toute la population est réalisée tous les cinq ans, les populations de référence des années intermédiaires étant quant à elles estimées par interpolation ou extrapolation. Pour la commune, le premier recensement exhaustif entrant dans le cadre du nouveau dispositif a été réalisé en 2006.

En 2022, la commune comptait 5 812 habitants, en évolution de −0,19 % par rapport à 2016 (Doubs : +1,88 %, France hors Mayotte : +2,11 %).
| 1793 | 1800 | 1806 | 1821 | 1831 | 1836 | 1841 | 1846 | 1851 |
| ---- | ---- | ---- | ---- | ---- | ---- | ---- | ---- | ---- |
| 500  | 426  | 475  | 459  | 579  | 630  | 720  | 892  | 971  |

| 1856  | 1861  | 1866  | 1872  | 1876  | 1881  | 1886  | 1891  | 1896  |
| ----- | ----- | ----- | ----- | ----- | ----- | ----- | ----- | ----- |
| 1 101 | 1 419 | 1 552 | 1 805 | 2 310 | 2 394 | 2 536 | 2 715 | 2 968 |

| 1901  | 1906  | 1911  | 1921  | 1926  | 1931  | 1936  | 1946  | 1954  |
| ----- | ----- | ----- | ----- | ----- | ----- | ----- | ----- | ----- |
| 3 637 | 3 958 | 4 224 | 4 215 | 4 481 | 4 394 | 4 210 | 4 045 | 4 380 |

| 1962  | 1968  | 1975  | 1982  | 1990  | 1999  | 2006  | 2011  | 2016  |
| ----- | ----- | ----- | ----- | ----- | ----- | ----- | ----- | ----- |
| 4 751 | 5 308 | 5 268 | 5 545 | 5 613 | 5 746 | 5 855 | 5 924 | 5 823 |

| 2021  | 2022  | - | - | - | - | - | - | - |
| ----- | ----- | - | - | - | - | - | - | - |
| 5 784 | 5 812 | - | - | - | - | - | - | - |

En 1588, Seloncourt comptait 116 habitants.

### Santé
L'hôpital le plus proche est l'hôpital Nord Franche-Comté situé à Trévenans, dans le Territoire de Belfort (département voisin), entre Belfort et Montbéliard,.

## Culture locale et patrimoine

### Lieux et monuments

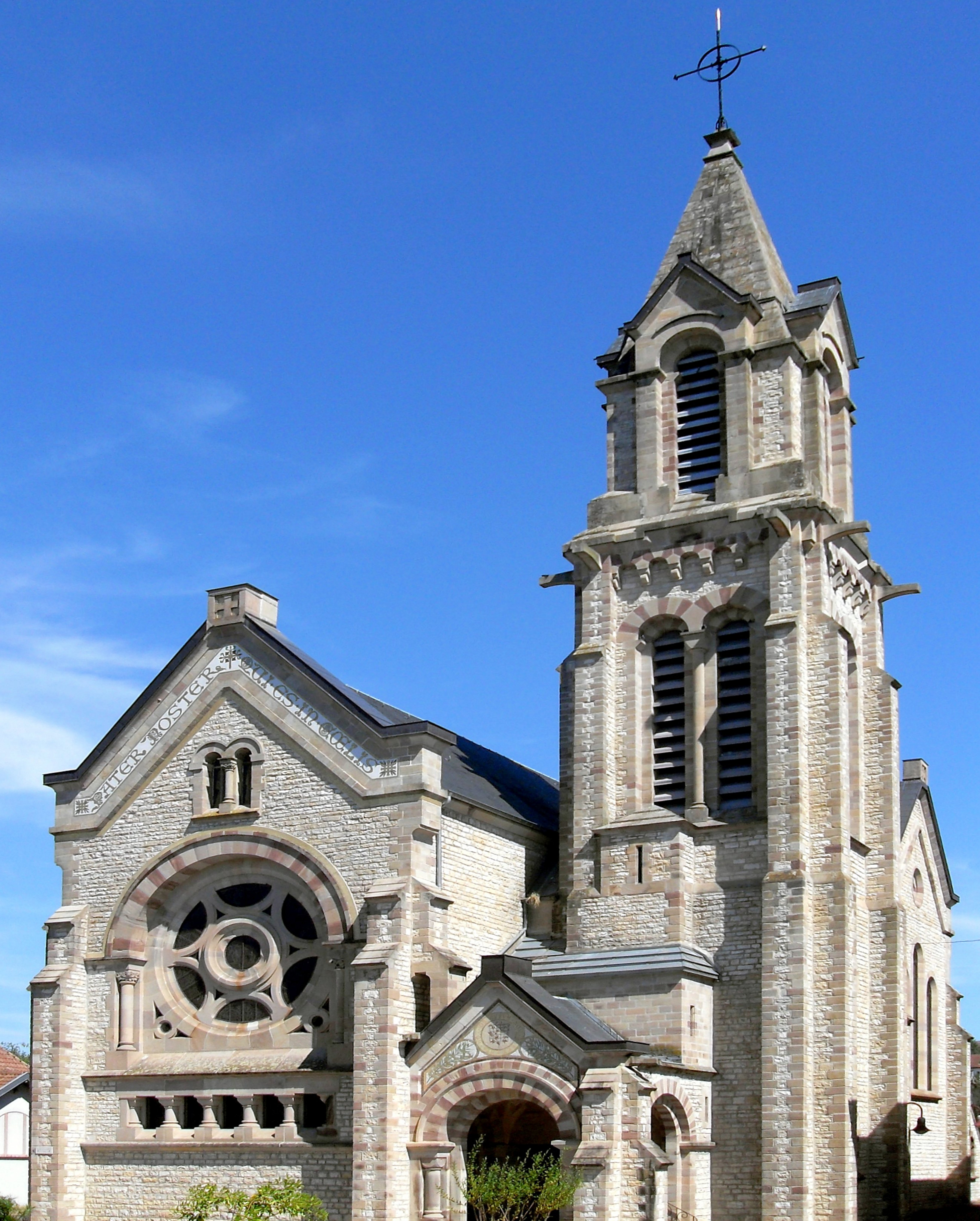
L'église Saint-Laurent.

- Le château Jean-Pierre Peugeot ou chateau du Bannot, qui fut la demeure du fondateur du Football Club Sochaux-Montbéliard (FCSM) en 1928. Il héberge depuis le 8 juin 2000, le Centre de formation aux métiers du football Roland Peugeot centre de formation de FCSM.
- Le temple, construit au début du XXe siècle pour pallier la petitesse de la vieille église. Il abrite une nef dont le plafond est constitué de bois et soutenu par des colonnes en granite bleu des Vosges.

### Personnalités liées à la commune
- Élisabeth Renaud (1846-1932), institutrice, féministe et militante socialiste, née à Seloncourt.
- Henri Renaud (1914-1986), graveur sur bois français, né à Seloncourt.
- Louis Aimé Japy (1839-1916), peintre paysagiste, né à Berne, commune de Seloncourt.
- Henri Fertet (1926-1943), compagnon de la Libération, est né à Seloncourt en 1926 ; fusillé par les Allemands.
- Pierre Péchin (1947-2018), humoriste, né à Seloncourt.